# Vila Boim
Vila Boim is een plaats (freguesia) in de Portugese gemeente Elvas en telt 1257 inwoners (2001).